# Székesdűlő
Székesdűlő Budapest legészakibb városrésze a IV. kerületben, a Megyeri híd pesti hídfője körül, illetve attól észak-északnyugatra.
Az egykori dunai balparti sziget Dunakeszivel határos részére szintén ezen a néven szoktak hivatkozni.

## Külső hivatkozások
- Székesdűlő a Wikimapia térképén